# Linkercentrum

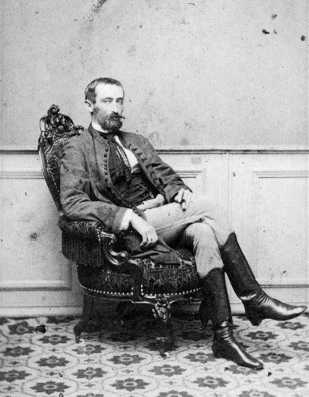
Voorzitter Kálmán Tisza

Linkercentrum (Hongaars: Balközép) was een politieke partij in het Hongarije van de jaren 1860 en 1870, onder leiding van Kálmán Tisza en Kálmán Ghyczy.

## Geschiedenis
Bij de verkiezingen van 1865, 1869 en 1872 eindigde Linkercentum op de tweede plaats, na de Deák-partij. De partij verzette zich tegen de Ausgleich van 1867 en bleef pleiten voor een onafhankelijk Hongaars leger.
Ondanks de rivaliteit met de Deák-partij fuseerden de twee partijen in 1875 om samen de Liberale Partij te vormen. Een aantal voormalige leden van Linkercentrum verliet de partij in 1877 om zelf een andere partij op te richten, zij het zonder succes.